# Црнољевица
Црнољевица је насеље у Србији у општини Сврљиг у Нишавском округу. Према попису из 2022. било је 140 становника (према попису из 1991. било је 330 становника).

## Демографија
У насељу Црнољевица живи 128 пунолетних становника, а просечна старост становништва износи 53,0 година (52,9 код мушкараца и 53,1 код жена). У насељу има 64 домаћинстава, а просечан број чланова по домаћинству је 2,19.
Ово насеље је великим делом насељено Србима (према попису из 2002. године), а у последња три пописа, примећен је пад у броју становника.
|  |

| Демографија | Демографија | Демографија |
| Година      | Становника  | Становника  |
| ----------- | ----------- | ----------- |
| 1948.       | 661         |             |
| 1953.       | 675         |             |
| 1961.       | 571         |             |
| 1971.       | 477         |             |
| 1981.       | 399         |             |
| 1991.       | 330         | 307         |
| 2002.       | 219         | 228         |
| 2011.       | 161         |             |
| 2022.       | 140         |             |

| Етнички састав према попису из 2002.‍ | Етнички састав према попису из 2002.‍ | Етнички састав према попису из 2002.‍ | Етнички састав према попису из 2002.‍ | Етнички састав према попису из 2002.‍ |
| ------------------------------------ | ------------------------------------ | ------------------------------------ | ------------------------------------ | ------------------------------------ |
|                                      |                                      |                                      |                                      |                                      |
| Срби                                 | Срби                                 |                                      | 217                                  | 99,08%                               |
| непознато                            | непознато                            |                                      | 2                                    | 0,91%                                |

| Година пописа     | 1948. | 1953. | 1961. | 1971. | 1981. | 1991. | 2002. |
| ----------------- | ----- | ----- | ----- | ----- | ----- | ----- | ----- |
| Број домаћинстава | 106   | 116   | 117   | 120   | 114   | 116   | 95    |

| Број чланова      | 1  | 2  | 3  | 4  | 5 | 6 | 7 | 8 | 9 | 10 и више | Просек |
| ----------------- | -- | -- | -- | -- | - | - | - | - | - | --------- | ------ |
| Број домаћинстава | 34 | 31 | 11 | 10 | 7 | 1 | 0 | 0 | 1 | 0         | 2,31   |

| Пол    | Укупно | Неожењен/Неудата | Ожењен/Удата | Удовац/Удовица | Разведен/Разведена | Непознато |
| ------ | ------ | ---------------- | ------------ | -------------- | ------------------ | --------- |
| Мушки  | 92     | 17               | 60           | 13             | 0                  | 2         |
| Женски | 106    | 9                | 64           | 30             | 1                  | 2         |
| УКУПНО | 198    | 26               | 124          | 43             | 1                  | 4         |

| Пол    | Укупно                    | Пољопривреда, лов и шумарство | Рибарство                            | Вађење руде и камена | Прерађивачка индустрија       |
| ------ | ------------------------- | ----------------------------- | ------------------------------------ | -------------------- | ----------------------------- |
| Мушки  | 24                        | 5                             | 0                                    | 0                    | 7                             |
| Женски | 20                        | 8                             | 0                                    | 0                    | 7                             |
| УКУПНО | 44                        | 13                            | 0                                    | 0                    | 14                            |
| Пол    | Производња и снабдевање   | Грађевинарство                | Трговина                             | Хотели и ресторани   | Саобраћај, складиштење и везе |
| Мушки  | 1                         | 2                             | 1                                    | 0                    | 0                             |
| Женски | 0                         | 0                             | 2                                    | 0                    | 0                             |
| УКУПНО | 1                         | 2                             | 3                                    | 0                    | 0                             |
| Пол    | Финансијско посредовање   | Некретнине                    | Државна управа и одбрана             | Образовање           | Здравствени и социјални рад   |
| Мушки  | 1                         | 0                             | 1                                    | 1                    | 2                             |
| Женски | 0                         | 0                             | 0                                    | 1                    | 1                             |
| УКУПНО | 1                         | 0                             | 1                                    | 2                    | 3                             |
| Пол    | Остале услужне активности | Приватна домаћинства          | Екстериторијалне организације и тела | Непознато            | Непознато                     |
| Мушки  | 2                         | 0                             | 0                                    | 1                    | 1                             |
| Женски | 0                         | 0                             | 0                                    | 1                    | 1                             |
| УКУПНО | 2                         | 0                             | 0                                    | 2                    | 2                             |